# Шелково (Ступинский район)
Шелково — деревня в Ступинском районе Московской области в составе Семёновского сельского поселения (до 2006 года входила в Семёновский сельский округ). На 2015 год Шелково, фактически, дачный посёлок: при 10 жителях в деревне 6 улиц и 1 тупик. Впервые в исторических документах Шолково упоминается в 1518 году. В Шелково находилась часовня постройки 1902 года, не дошедшая до наших дней.

## Население
| 2002 | 2006 | 2010 |
| ---- | ---- | ---- |
| 14   | ↘10  | →10  |

Шелково расположено на западе района, недалеко от границы с Чеховским районом, на правом берегу реки Лопасни, высота центра деревни над уровнем моря — 142 м. Ближайшие населённые пункты: посёлок дома отдыха «Лопасня» Чеховского района — северо-западнее, на другом берегу реки, Горки в 0,5 км на запад и Дубечино в 0,5 км северо-восточнее, также за Лопасней.